# Xutb
Xutb o Shutb és una ciutat d'Egipte situada a la vora d'on es trobava l'antiga Xaixotep (grec Apotheke, després Hypselis), capital del nomós XI (Set) de l'Alt Egipte. No en queda cap resta, però un cementiri s'ha trobat al lloc proper de Rifeh; especialment rellevants són unes tombes excavades a la roca que corresponen a l'Imperi mitjà. A uns 8 quilòmetres al sud hi ha les restes d'un monestir copte (Deir Balyzeh) que va excavar Flinders Petrie entre el 1906 i el 1907.